# Ferdinand Orth
Ferdinand Orth (vollständiger Name Ferdinand Gottlieb Ernst Orth, * 18. November 1856 in Kassel; † 11. April 1922 in Nordhausen) war ein deutscher Althistoriker und Gymnasiallehrer. Er war Gymnasialdirektor in Schleusingen (1905–1912) und Nordhausen (1912–1922).

## Leben
Ferdinand Orth, der Sohn des Steuerrevisors Ernst Orth, besuchte das Friedrichsgymnasium in Kassel und das Königliche Gymnasium in Hersfeld. Nach der Reifeprüfung am 16. September 1878 absolvierte er zunächst in Göttingen seinen Militärdienst als Einjährig-Freiwilliger (1878–1879) und studierte dann an der dortigen Universität Neuphilologie (Französisch und Englisch) und Geschichte. Einige Semester verbrachte er an der Universität Straßburg, wo er am 5. August 1882 mit der Studie Über Reim und Strophenbau in der altfranzösischen Lyrik zum Dr. phil. promoviert wurde; die Arbeit widmete er seinem Betreuer, dem Romanisten Gustav Gröber. Die Lehramtsprüfung bestand Orth am 3. März 1883 in Göttingen und erhielt die Lehrberechtigung in den Fächern Französisch, Englisch, Geschichte und Geografie für alle Klassen. Das Probejahr absolvierte er von April bis Juli 1883 an der Realschule in Kassel und anschließend bis März 1884 am Gymnasium in Hadamar, wo er am 16. Februar 1884 eine Erweiterungsprüfung für die Fächer Religionslehre und Latein ablegte. Bereits zum 1. April 1884 erhielt er in Hadamar eine Festanstellung als Oberlehrer. Zum 1. April 1888 wechselte er an das Kaiser-Friedrich-Gymnasium in Frankfurt am Main. Während dieser Zeit erwarb er 1895 die Lehrberechtigung für Griechisch und erhielt am 30. Juni 1902 den Professorentitel.
Zum 1. Oktober 1902 wechselte Orth als schultechnischer Mitarbeiter an das Provinzial-Schulkollegium in Kassel. Drei Jahre später, zum 1. Oktober 1905, wurde er zum Direktor des Hennebergischen Gymnasiums in Schleusingen (Thüringen) ernannt. Dort setzte er sich dafür ein, die kargen Räume des Schulgebäudes ansprechend auszugestalten, und hatte schon nach kurzer Zeit Erfolg. Die Neugestaltung der Innenräume mit farbigem Anstrich und 40 Abgüssen antiker Kunstwerke beschrieb er in der Einladungsschrift des Gymnasiums 1909. Darüber hinaus erwarb er eine kleine Sammlung antiker Originalwerke (Tanagra-Figuren, Vasen und Urnen) sowie von Modellen, mit denen er ein Schulmuseum einrichtete.
Zum 1. Oktober 1912 wechselte Orth an das Königliche Gymnasium in Nordhausen, das er bis zu seinem Eintritt in den Ruhestand leitete und ebenso wie das Schleusinger Gymnasiums renovieren ließ. Während des Ersten Weltkriegs diente er als Reserveoffizier (Oberleutnant, ab 22. März 1915 Hauptmann) und erhielt für seinen Einsatz die Landwehr-Dienstauszeichnung 2. Klasse. Später wurde er zum Geheimen Studienrat ernannt. Am 1. April 1922 trat er in den Ruhestand. Wenige Stunden nach seiner Verabschiedung erlitt er einen Schlaganfall und starb am 11. April 1922.
Neben dem Unterricht beschäftigte sich Orth mit verschiedenen Aspekten der antiken Wirtschafts- und Kulturgeschichte. Er verfasste Abhandlungen und (ab 1906) zahlreiche Artikel in Paulys Realenzyklopädie der klassischen Altertumswissenschaft (RE).

## Schriften (Auswahl)
- Über Reim und Strophenbau in der altfranzösischen Lyrik. Kassel 1882 (Dissertation, Universität Straßburg)
- Der Feldbau der Römer. Frankfurt am Main 1900 (Schulprogramm)
- Weinbau und Weinbereitung der Römer. Frankfurt am Main 1902 (Schulprogramm)
- Zur Frage der Bühnenaufführung des äschyleischen Prometheus. Schleusingen 1908 (Schulprogramm)
- Die künstlerische Ausschmückung des Gymnasiums zu Schleusingen. Schleusingen 1909 (Schulprogramm)
- Der Hund im Altertum. Schleusingen 1910 (Schulprogramm)
- Zum Gedächtnisse Heinrich von Kleists. Schleusingen 1912 (Schulprogramm)